# Moto G6
Moto G6 (estilizado pela Motorola como moto g6) é uma série de smartphones android desenvolvidos pela Motorola Mobility, subsidiária da Lenovo; é a sexta geração da família Moto G. Há três modelos lançados nessa série: o g6, o g6 plus e o g6 play. Apenas o g6 e o g6 play se encontram disponíveis nos Estados Unidos.

## Lançamento
Anunciados como sucessores do Moto G5, os telefones foram programados para serem lançados em 9 de maio de 2018 em vários mercados, que incluem Europa, América do Sul, América do Norte e regiões da Ásia; no entanto, a Motorola perde sua data de lançamento para a América do Norte e para a Índia, sendo adiada por tempo indeterminado.

### Brasil
O G6, G6 Plus e o G6 Play foram lançados no Brasil em 19 de abril de 2018.

### América do Norte
O G6 foi disponibilizado na América do Norte em 23 de maio de 2018, mediante contrato com a operadora Boost Mobile e no dia seguinte com a Verizon Wireless. Em 5 de junho, o Moto G6 foi disponibilizado para a compra no site da Motorola aos consumidores dos Estados Unidos.

### Índia
O G6 e o G6 Play foram lançados na Índia em 4 de junho de 2018.

## Especificações
A especificação varia entre países e o modelo.
| Estado                     | G6 | G6 Plus | G6 Play |
| -------------------------- | --- | --- | --- |
| Preço em euro              | 249 | 299 | 199 |
| Preço em libra             | 219 | 269 | 169 |
| Preço em rupia indiana     | 13999 | | 11999 |
| Disponibilidade            | Brasil: 20 de abril de 2018 México: 29 de abril de 2018 Europa: 9 de maio de 2018 Estados Unidos: 23 de maio de 2018 Índia: 4 de junho de 2018 (Moto G6 e G6 Play) | Brasil: 20 de abril de 2018 México: 29 de abril de 2018 Europa: 9 de maio de 2018 Estados Unidos: 23 de maio de 2018 Índia: 4 de junho de 2018 (Moto G6 e G6 Play) | Brasil: 20 de abril de 2018 México: 29 de abril de 2018 Europa: 9 de maio de 2018 Estados Unidos: 23 de maio de 2018 Índia: 4 de junho de 2018 (Moto G6 e G6 Play) |
| Sistema operacional        | Android 8.0 Oreo | Android 8.0 Oreo | Android 8.0 Oreo |
| Tamanho da tela            | 5,7 polegadas | 5,9 polegadas | 5,7 polegadas |
| Resolução                  | 1080p @ 18:9 | 1080p @ 18:9 | 720p @ 18:9 |
| Processador                | Snapdragon 450 @ 1.8GHz | Snapdragon 630 @ 2.2GHz | Snapdragon 430 @ 1.4GHz |
| Gráficos                   | Adreno 506 @ 600MHz | Adreno 508 @ 700MHz | Adreno 505 @ 450MHz |
| RAM                        | 3GB/4GB | 4GB/6GB | 3GB |
| Armazenamento              | 32/64GB | 64/128GB | 32GB |
| Armazenamento expansível   | Micro SD até 128 GB | Micro SD até 128 GB | Micro SD até 128 GB |
| Wi-Fi                      | 802.11a/b/g/n | 802.11a/b/g/n/ac | 802.11a/b/g/n |
| Bluetooth                  | 4.2 | 5 | 4.2 |
| GPS                        | Sim | Sim | Sim |
| Impressão digital          | , frente | , frente | , traseira |
| Câmera traseira com stills | Dupla (12MP e 5MP). f/1.8 | Dupla (12MP e 4MP). Dual AutoFocus Pixel, f/1.7, 1.4um | 13MP, f/2.0 |
| Vídeo da câmera traseira   | 1080p @ 60FPS | 4K @ UNK 1080p @ UNK | 1080p @ 30FPS |
| Flash traseiro             | Sim | Sim | Sim |
| Câmera frontal             | 8MP 1080p @ 30FPS | 8MP 1080p @ 30FPS | 8MP 1080p @ 30FPS |
| Áudio                      | Alto-falante frontal e conector de 3,5 mm | Alto-falante frontal e conector de 3,5 mm | Alto-falante frontal e conector de 3,5 mm |
| À prova d'água             | P2i | P2i | P2i (apenas nos Estados Unidos) |
| Alimentação                | 3000 mAh | 3200 mAh | 4000 mAh |
| Carregamento               | TurboPower (de 15W) com USB-C | TurboPower (de 15W) com USB-C | TurboPower com Micro-USB |
| Dimensões (mm)             | 153.8 x 72.3 x 8.3 | 160 x 75.5 x 8 | 154.4 x 72.2 x 9 |